# بخش ویئرزون
بخش ویئرزون (به فرانسوی: Arrondissement de Vierzon) یک بخش در فرانسه است که در شر واقع شده‌است.